# Kanton Briare
Der Kanton Briare war von 1801 bis 2015 ein französischer Wahlkreis im Arrondissement Montargis, im Département Loiret und in der Region Centre-Val de Loire; sein Hauptort war Briare.

## Gemeinden
Der Kanton umfasste Wahlberechtigte aus 14 Gemeinden:
| Gemeinde            | Einwohner Jahr | Fläche km² | Bevölkerungsdichte | Postleitzahl | Code INSEE |
| ------------------- | -------------- | ---------- | ------------------ | ------------ | ---------- |
| Adon                | 210 (2013)     | 24,65      | – Einw./km²        | 45230        | 45001      |
| Batilly-en-Puisaye  | 113 (2013)     | 17,35      | – Einw./km²        | 45420        | 45023      |
| Bonny-sur-Loire     | 1993 (2013)    | 25,8       | – Einw./km²        | 45420        | 45040      |
| Breteau             | 74 (2013)      | 16,45      | – Einw./km²        | 45250        | 45052      |
| Briare              | 5748 (2013)    | 45,41      | – Einw./km²        | 45250        | 45053      |
| La Bussière         | 813 (2013)     | 35,23      | – Einw./km²        | 45230        | 45060      |
| Champoulet          | 45 (2013)      | 9,36       | – Einw./km²        | 45420        | 45070      |
| Dammarie-en-Puisaye | 179 (2013)     | 25,89      | – Einw./km²        | 45420        | 45120      |
| Escrignelles        | 56 (2013)      | 14,04      | – Einw./km²        | 45250        | 45138      |
| Faverelles          | 152 (2013)     | 18,92      | – Einw./km²        | 45420        | 45141      |
| Thorailles          | 177 (2013)     | 11,89      | – Einw./km²        | 45230        | 45322      |
| Ousson-sur-Loire    | 739 (2013)     | 5,35       | – Einw./km²        | 45250        | 45238      |
| Ouzouer-sur-Trézée  | 1203 (2013)    | 61,63      | – Einw./km²        | 45250        | 45245      |
| Thou                | 235 (2013)     | 15,16      | – Einw./km²        | 45420        | 45323      |

## Geschichte
Der Kanton Briare gehörte von der Französischen Revolution bis 1926 zum aufgelösten Arrondissement Gien.